# طارق علاء الدين
طارق علاء الدين حسن طوبال (وُلِد في 1935 – تُوفي في 28 مارس 2024) هو ضابط استخبارات أردني، شغل منصب مدير دائرة المخابرات العامة الأردنية بين عامي 1982 و1989. يُعدّ من الجيل المؤسس للجهاز الأمني ومن أبرز رجالاته خلال العقود الأولى من تأسيسه. تميّزت مسيرته المهنية بإسهاماته الأمنية البارزة في حماية الأمن الوطني، خاصة خلال سنوات مضطربة إقليميًا، وعُرف بلقب «رجل الظل» نظير عمله بعيدًا عن الأضواء وحرصه على المهنية والسرية.

## النشأة والتعليم
وُلد طارق علاء الدين حسن طوبال سنة 1935 في مدينة معان جنوب المملكة الأردنية الهاشمية، لأسرة أردنية شركسية. تلقى تعليمه الأساسي في الأردن، ثم انتقل إلى جمهورية مصر العربية حيث حصل على ليسانس الحقوق من جامعة القاهرة سنة 1960. عُرف منذ شبابه بذكائه وانضباطه، ما أهّله لدخول العمل الأمني في فترة مبكرة من حياته.

## الحياة المهنية المبكرة
التحق طارق علاء الدين بدائرة المخابرات العامة الأردنية سنة 1962، أي بعد عامين من تخرّجه، وكان من بين الضباط الأوائل الذين ساهموا في تأسيس وبناء الجهاز الأمني. شارك في تنقيح الملفات الأمنية القديمة وإتلاف ما يُقدّر بنحو 70 ألف ملف رقابي عفا عليها الزمن، وهي عملية أشرف عليها رئيس الوزراء آنذاك وصفي التل. عمل في الظل لسنوات طويلة، وشارك في تقديم التحليلات الأمنية في اجتماعات خاصة مع الملك الحسين بن طلال، الذي كان يثق به ويعتمد على تقييماته.

### إدارة المخابرات العامة (1982–1989)
في عام 1982، عيّنه الملك حسين مديرًا عامًا لدائرة المخابرات العامة خلفًا للواء أحمد عبيدات. تولى المنصب خلال فترة شهدت أزمات أمنية وإقليمية حادة، من أبرزها: اجتياح لبنان (1982) وما تبعه من تداعيات إقليمية، والحرب العراقية-الإيرانية وتذبذب العلاقات مع دول الجوار، وتنامي الخطر من بعض التنظيمات الفلسطينية واللبنانية والليبية، ومحاولات لاغتيال دبلوماسيين أردنيين في الخارج، وتصاعد التوتر مع إسرائيل وسوريا وبعض الأنظمة المعادية. خلال فترة قيادته، نجح الجهاز في إفشال عشرات العمليات الإرهابية داخليًا وخارجيًا، وتعامل مع مخططات تخريبية وتهديدات إقليمية بحنكة أمنية. كما شهد عهده حدثًا محوريًا في تاريخ الأردن، وهو قرار فك الارتباط القانوني والإداري مع الضفة الغربية عام 1988، والذي نُفّذ بتنسيق أمني رفيع المستوى. وفي عام 1989، واجه الأردن اضطرابات شعبية عُرفت باسم «هبة نيسان»، نتيجة الأزمة الاقتصادية. أدار الجهاز في تلك الفترة سياسات أمنية تعتمد على التهدئة والحوار أكثر من القمع، وحرص على تفادي التصعيد.

تميّز عهد طارق علاء الدين بفعالية عالية للجهاز الأمني، مع حفاظه على استقلالية نسبيّة عن التجاذبات السياسية، وهو ما ساهم في صيانة الأمن الوطني خلال عقد الثمانينات. وقد لُقّب بـ"رجل الظل" نظرًا لندرته في الظهور الإعلامي، وحرص السلطات على عدم نشر صوره مراعاةً لحساسية منصبه. عُرف عنه الحزم، لكنه حرص على عدم التدخل في الحريات الأكاديمية والسياسية بشكل مباشر، إذ يُروى عنه قوله في أحد الاجتماعات مع أساتذة الجامعات سنة 1989:
«نحن في المخابرات العامة لا نتدخل في النصوص العلمية حتى لو انتقدت النظم السياسية... تركيزنا أن لا نرى أفكارًا لصالح دول أخرى.»

## ما بعد المخابرات
بعد تقاعده من رئاسة الجهاز في أواخر عام 1989، عُيّن عضوًا في مجلس الأعيان الأردني، تقديرًا لخبرته الأمنية وخدمته الطويلة للدولة. ظل بعيدًا عن الأضواء والإعلام خلال ما تبقّى من حياته، ولم يرتبط اسمه بأي أنشطة سياسية بارزة بعد ذلك.

## الوفاة
توفي طارق علاء الدين في 28 مارس 2024 عن عمر ناهز 89 عامًا. نعته شخصيات رسمية وشعبية، وأُقيمت له جنازة رسمية في العاصمة عمّان بحضور مندوبين عن الملك عبد الله الثاني. اعتُبر رحيله خسارة لأحد أهم رموز الأمن الأردني في العقود الأخيرة، وترك إرثًا أمنيًا مستقرًا خلال واحدة من أكثر الفترات توترًا في المنطقة.